# ジョン・マクノートン
ジョン・マクノートン（John McNaughton, 1950年1月13日 - ）は、アメリカ合衆国の映画監督。

## 経歴
1950年1月13日、イリノイ州シカゴに生まれる。コロンビア・カレッジ・シカゴを卒業した。映画製作の道に進む以前は、数々の職を経験した。
1986年、マイケル・ルーカー主演の『ヘンリー』を監督する。同作はシカゴ国際映画祭をはじめ、テルライド映画祭、ボストン映画祭などで上映された。1993年、ロバート・デ・ニーロ、ビル・マーレイ、ユマ・サーマン主演の『恋に落ちたら…』を監督する。1998年には『ワイルドシングス』を監督した。

## フィルモグラフィー
特記のない作品は監督のみを担当。

### 映画
- ヘンリー Henry: Portrait of a Serial Killer（1986年） - 監督・脚本・製作
- ボディ・チェンジャー The Borrower （1991年）
- 恋に落ちたら… Mad Dog and Glory（1993年）
- ボディ・リップス Normal Life （1996年）
- ワイルドシングス Wild Things（1998年）
- スピーキング・オブ・セックス Speaking of Sex （2001年） - 監督・製作総指揮
- ユージュアル・ネイバー The Harvest （2013年）

### テレビ映画
- ガールズ・プリズン Girls in Prison （1994年）
- ランスキー アメリカが最も恐れた男 Lansky（1999年）

### テレビドラマ
- ホミサイド/殺人捜査課 Homicide: Life on the Street （1994年 - 1996年）
- WITHOUT A TRACE/FBI 失踪者を追え! Without a Trace （2003年）
- マスターズ・オブ・ホラー Masters of Horror （2006年）